# Cerrena
Cerrena Gray (gmatkówka) – rodzaj grzybów z rzędu żagwiowców (Polyporales).

## Charakterystyka
Rodzaj kosmopolityczny, grzyby nadrzewne, saprotroficzne. Owocniki roczne, siedzące, rozpostarto-odgięte lub rozpostarte. Powierzchnia górna owłosiona, strefowna. Hymenofor poroidalny, o dużych i anastomozujących, lub irpikoidalnych porach. Kontekst dwuwarstwowy z ciemną linią. System strzępkowy trimityczny, strzępki generatywne ze sprzążkami, strzępki szkieletowe i łącznikowe szkliste do żółtawych, cystydy występują u jednego gatunku. Podstawki maczugowata, z czterema sterygmami. Bazydiospory prawie elipsoidalne, w odczynniku Melzera nieamyloidalne. Powodują białą zgniliznę martwego, twardego drewna.

## Systematyka i nazewnictwo
Pozycja w klasyfikacji: Cerrenaceae, Polyporales, Incertae sedis, Agaricomycetes, Agaricomycotina, Basidiomycota, Fungi (według Index Fungorum).
Takson utworzył w 1821 roku Frederick William Gray. Synonimy naukowe: Bulliardia Lázaro Ibiza, Phyllodontia P. Karst., Sistotrema Pers.
Polską nazwę podał Stanisław Domański w 1967 r.
Gatunki:
- Cerrena aurantiopora J.S. Lee & Y.W. Lim 2010
- Cerrena byrsina (Mont.) Zmitr. 2001
- Cerrena caperata (Berk.) Zmitr. 2001
- Cerrena cystidiata Rajchenb. & De Meijer 1990
- Cerrena drummondii (Klotzsch) Zmitr. 2001
- Cerrena gallica (Fr.) Zmitr. 2001
- Cerrena sclerodepsis (Berk.) Ryvarden 1976
- Cerrena unicolor (Bull.) Murrill 1903 – gmatkówka szarawa

Wykaz gatunków i nnazwy naukowe na podstawie Index Fungorum. Nazwy polskie według Władysława Wojewody.